# Opisthorchis viverrini
Opisthorchis viverrini ist ein in Thailand, Laos und Malaysia verbreiteter Trematode, der die Gallengänge befällt. Infektionen mit Opisthorchis viverrini sind ein Risikofaktor für das Cholangiokarzinom, einen Tumor der  Gallengänge.
Ein weiterer bekannter Vertreter der Ordnung Ophistorchiida ist der Chinesische Leberegel (Clonorchis sinensis). Der Befall mit ihm wird Clonorchiose genannt und ist ebenfalls ein Risikofaktor für die Entstehung dieses Tumors.
Der Wurm wurde zuerst bei einer Fischkatze (Prionailurus viverrinus) entdeckt und 1886 von Jean Poirier als Distomum viverrini erstbeschrieben.